# Vrij Nederland
Vrij Nederland (în română Țările de Jos Libere) este un ziar de stânga din Țările de Jos.

## Istoric

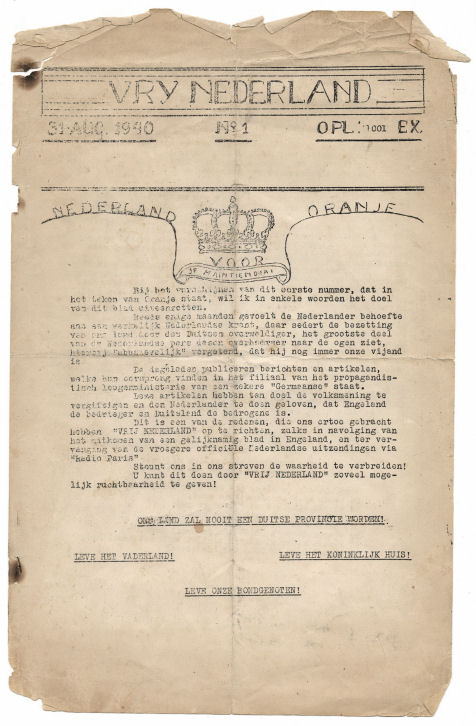
Prima pagina a primului număr, 31 august 1940

### Apariția și anii de ocupație
Vrij Nederland a început să fie publicat ca un ziar clandestin în timpul ocupației germane din cel de-al Doilea Război mondial. Primul număr a apărut pe 31 august 1940. Numele său a fost inspirat de postul de radio Radio Vrij Nederland.

#### Fondatori
Ziarul a fost fondat de către tineri protestanți, printre care Kees Troost, Frans Hofker, Anne Kooistra și Wim Speelman. 
Printre membrii femei ai grupului de rezistență s-au numărat Ada de Randwijk, Hetty Wellensiek și Lillie Stegeman.

#### Arestări
Redactorii ziarului au căzut victimă valului de arestări din 1941. După ce fondatorii au fost arestați de către germani,  Edouard de Nève (pseudonimul lui Jean Lenglet) a devenit redactor. De Nève, care desfășura deja activități ilegale, a fost, de asemenea, arestat după o jumătate de an. El a supraviețuit războiului pentru că dosarul lui s-a pierdut în haosul ce a urmat după Marțea Nebună.
Activitatea sa a fost continuată de Henk van Randwijk, ajutat, printre alții, de Jan H. de Groot, Henk P. Hos și Wim Speelman. Vrij Nederland a reapărut din decembrie 1941. Primele exemplare au fost tipărite de către Drukkerij Hoekstra în satul frizon Koudom. Grupul a scăpat de arestare în două rânduri, sub amenințarea pedepsei cu moartea. 
În 1943 un grup de redactori, printre care Wim Speelman, a părăsit Vrij Nederland, deoarece cursul ziarului stabilit de van Randwijk devenise prosovietic. Ei au fondat ziarul de rezistență Trouw.

### După eliberare

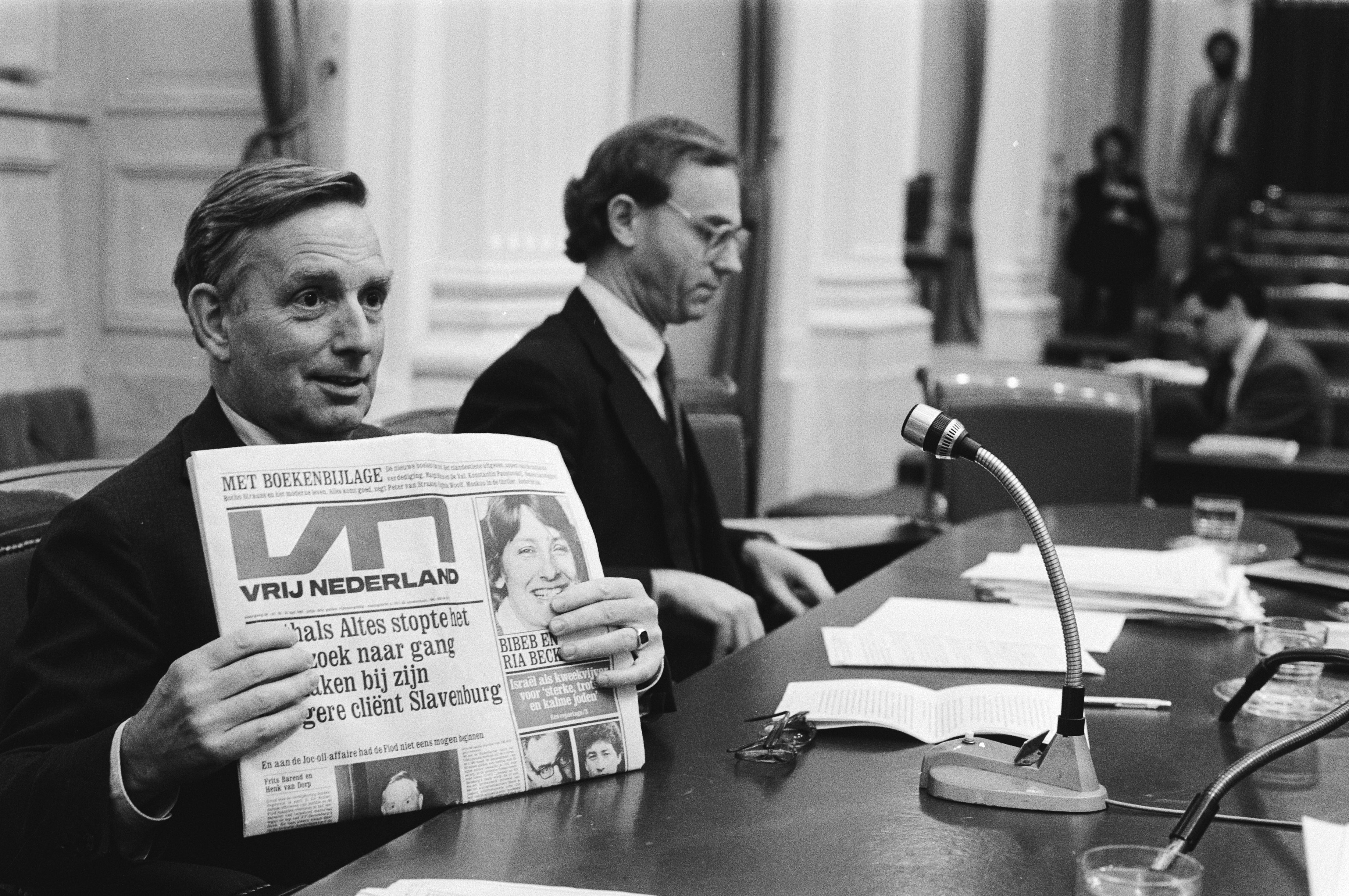
Ministrul Korthals Altes prezentând un exemplar al Vrij Nederland în Camera Reprezentanților (1983)

După război, Vrij Nederland a fost transformat de van Randwijk într-un săptămânal. Van Randwijk a criticat  acțiunile poliției din Indonezia. Ca urmare, numărul abonaților a scăzut foarte mult. În 1950 Vrij Nederland a fost aproape să intre în faliment, iar publicația a fost preluată de compania De Arbeiderspers. Van Randwijk a trebuit să demisioneze din funcția de redactor-șef și a părăsit revista în februarie 1950. În septembrie 1952 el și-a încheiat complet colaborarea cu Vrij Nederland, în parte cauza nepublicării unui articol scris de el despre mișcarea pacifistă Derde Weg (A Treia Cale). Revistele publicate de compania De Arbeiderspers a fost în achiziționate în 1965 de Weekbladpers. Circulația revistei Vrij Nederland a atins apogeul sunt conducerea redactorului șef Rinus Ferdinandusse în anii 1970 și 1980, cu un tiraj de aproape 120.000 de exemplare în 1978.

### Anii 1990
Începând  din anii 1990, ca urmare a concurenței și a morții neașteptate a redactorului șef Joop van Tijn (1938-1997), Vrij Nederland s-a transformat treptat dintr-un ziar într-o revistă.

### Secolul al XXI-lea
În 2004 a avut loc un conflict aprig între redactorii revistei Vrij Nederland cu privire la planurile de reorganizare și de restructurare elaborate de directorul Hendrik-Jan Schoo și de partenera sa de viață Xandra Schutte. Schutte a fost înlocuit de Emile Fallaux în 2005. Mai târziu i-au urmat redactorul șef Frits van Exter și redactorul șef (interimar) Robert van de Griend.
La mijlocul lunii decembrie 2015 s-a anunțat că Vrij Nederland se va transforma în cursul anului 2016 într-o revistă lunară. În cele din urmă tranziția a fost realizată la mijlocul lunii decembrie 2016.

## Redactori-șefi
- 1940-1942: Frans Hofker
- 1941-1950: Henk van Randwijk
- 1950-1955: Johan Winkler
- 1955-1969: Mathieu Smedts
- 1969-1991: Rinus Ferdinandusse
- 1991-1997: Joop van Tijn
- 1998-2000: Oscar Garschagen
- 2001-2004: Xandra Schutte
- 2004-2005: Gerard van Westerloo (ad-interim)
- 2005-2008: Emile Fallaux
- 2008-2015: Frits van Exter
- 2016: Robert van de Griend (ad-interim)
- 2017 - Ward Wijndelts

## Tiraj
Tirajul ziarului, potrivit HOI, Instituut voor Media Auditing (Vanaf 2015 'NOM') și Jan van de Plasse: Kroniek van de Nederlandse dagblad- en opiniepers, Amsterdam 2005, ISBN 90-75727-77-1, a fost următorul:
- 1945: 109.000
- 1947: 32.000
- 1951: 35.000
- 1955: 19.000
- 1960: 23.000
- 1965: 36.950
- 1970: 81.378
- 1975: 109.381
- 1978: 117.165
- 1980: 111.857
- 1985: 97.132
- 1990: 76.947
- 1991: 92.303
- 1995: 92.134
- 1996: 90.597
- 1997: 88.933
- 1998: 79.718
- 1999: 65.514
- 2000: 55.947
- 2001: 53.669 (-4,1%)
- 2002: 53.413 (-0,5%)
- 2003: 52.868 (-1,0%)
- 2004: 50.124 (-5,2%)
- 2005: 49.244 (-1,8%)
- 2006: 47.082 (4.4%)și
- 2007: 46.671 (-0,9%)
- 2008: 44.115 (-5,5%)
- 2009: 44.860 (+1,7%)
- 2010: 48.353 (+7,8%)
- 2011: 45.534 (-5,8%)
- 2012: 40.872 (-10,2%)
- 2013: 35.649 (eur-12.8%)
- 2014: 31.623 (-11,3%)
- 2015: 22.937 (-27,5%)
- 2016: 19.875 (eur-13.3%)

## Trivia
Independent de Vrij Nederland din Amsterdam a apărut la Londra în timpul războiului revista săptămânală Vrij Nederland. În 1940 a fost fondat Comitetul pentru Eliberarea Țărilor de Jos, care a publicat ziarul Mededelingen van het comité voor Vrij Nederland. Fondatorii săi erau Anne Anton Bosschart, Rudolf Pieter s'Jacob și Cornelis van der Vegte. Ei au fost arestați în decembrie 1940 și executați prin împușcare în 29 septembrie 1941.